# Anthodon (bò sát)
Anthodon (nghĩa là "răng hoa") là một chi động vật bò sát anapsida sống vào thời kỳ kỷ Permi tại nơi ngày nay là Nam Phi và Tanzania.

## Các loài
- Anthodon minisculus? Haughton, 1932
- Anthodon serrarius Owen, 1876